# Pararctia avia
Pararctia avia là một loài bướm đêm thuộc phân họ Arctiinae, họ Erebidae.